# 福岡県道543号谷尾仲線
福岡県道543号谷尾仲線（ふくおかけんどう543ごうたにおなかせん）は、福岡県糟屋郡篠栗町を通る一般県道である。

## 概要
糟屋郡篠栗町大字若杉から糟屋郡篠栗町大字尾仲に至る。若杉山へと続く細い道路との分岐点を起点とし、糟屋郡篠栗町乙犬の交差点を右折し、糟屋郡篠栗町の主要道である福岡県道607号福岡篠栗線と合流し終点とする。
全長1.8 km程の短い県道である。

### 路線データ
- 起点：福岡県糟屋郡篠栗町大字若杉（若杉山登山口付近）
- 終点：福岡県糟屋郡篠栗町大字尾仲（福岡県道607号福岡篠栗線交点）
- 実延長：1,793 m[注釈 1][1]

## 地理

### 通過する自治体
- 糟屋郡篠栗町

### 交差する道路
| 交差する道路            | 交差する場所 | 交差する場所 |
| ----------------------- | ------------ | ------------ |
| 福岡県道607号福岡篠栗線 | 大字尾仲     | 終点         |

### 沿線
- 篠栗町立勢門幼稚園
- 西浦池
- 太祖宮
- 篠栗町総合運動公園